# Episodi di Agenzia Rockford (sesta stagione)
La sesta stagione della serie televisiva Agenzia Rockford, composta da 12 episodi, è stata trasmessa in anteprima negli Stati Uniti d'America su NBC dal 28 settembre 1979 al 10 gennaio 1980. In Italia viene trasmessa su Italia 1 nel 1987.
| nº | Titolo originale                             | Titolo italiano                                            | Prima TV USA      | Prima TV Italia |
| -- | -------------------------------------------- | ---------------------------------------------------------- | ----------------- | --------------- |
| 1  | Paradise Cove                                | La baia del paradiso                                       | 28 settembre 1979 | 1987            |
| 2  | Lions, Tigers, Monkeys and Dogs (Part 1 & 2) | Leoni, tigri, scimmie e cani (prima e seconda parte)       | 12 ottobre 1979   | 1987            |
| 3  | Lions, Tigers, Monkeys and Dogs (Part 1 & 2) | Leoni, tigri, scimmie e cani (prima e seconda parte)       | 12 ottobre 1979   | 1987            |
| 4  | Only Rock'n Roll Will Never Die (Part 1 & 2) | Solo il Rock'n Roll non morirà mai (prima e seconda parte) | 19 ottobre 1979   | 1987            |
| 5  | Only Rock'n Roll Will Never Die (Part 1 & 2) | Solo il Rock'n Roll non morirà mai (prima e seconda parte) | 26 ottobre 1979   | 1987            |
| 6  | Love Is the Word                             | L'amore é la parola                                        | 9 novembre 1979   | 1987            |
| 7  | Nice Guys Finish Dead                        | I bravi ragazzi finiscono morti                            | 16 novembre 1979  | 1987            |
| 8  | The Hawaiian Headache                        | Una cefalea hawaiiana                                      | 23 novembre 1979  | 1987            |
| 9  | No Fault Affair                              | Nessun affare scomodo                                      | 30 novembre 1979  | 1987            |
| 10 | The Big Cheese                               | Un grosso formaggio                                        | 7 dicembre 1979   | 1987            |
| 11 | Just a Couple Guys                           | Sono solo dei bravi ragazzi                                | 14 dicembre 1979  | 1987            |
| 12 | Deadlock in Parma                            | L'ultimo caso per Rockford                                 | 10 gennaio 1980   | 1987            |

## La baia del paradiso
- Titolo originale: Paradise Cove
- Diretto e scritto da: Stephen J. Cannell

### Trama
Un ex sceriffo sta facendo tutto il possibile per far allontanare Jim dal quartiere, e ha vinto una sentenza legale di $35.000 contro Jim dopo un incidente, costringendo il tribunale a nominare un'esperta per esaminare le finanze di Jim.

## Leoni, tigri, scimmie e cani (prima e seconda parte)
- Titolo originale: Lions, Tiger, Monkeys and Dogs (Part 1 e 2)
- Diretto da: William Wiard
- Scritto da: Juanita Bartlett

### Trama
Una principessa mondana assume Kim per proteggere segretamente la sua amica, che viene perseguitata, ma poco dopo un uomo viene ucciso quando cade da un edificio, convincendo Jim che stesse lavorando per qualcun altro.

## Solo il Rock'n Roll non morirà mai (prima e seconda parte)
- Titolo originale: Only Rock'n Roll Will Never Die (Part 1 & 2)
- Diretto da: William Wiard
- Scritto da: David Chase

### Trama
Un amico di Jim, gli consiglia al suo capo, la star del Rock'n Roll di cercare un ex compagno di band scomparso in circostanze misteriose con una storia di droga, ma poco dopo l'uomo viene trovato ucciso.

## L'amore è una parola
- Titolo originale: Love Is the Word
- Diretto da: John Patterson
- Scritto da: David Chase

### Trama
Jim viene assunto da una vecchia fiamma di scagionare un uomo dalle accuse di reati gravi, ma Jim scopre che i due sono fidanzati.

## I bravi ragazzi finiscono morti
- Titolo originale: Nice Guys Finish Dead
- Diretto da: John Patterson
- Scritto da: Stephen J. Cannell

### Trama
Jim è stato nominato investigatore dell'anno per alcuni oscuri paragoni, e un senatore dello stato viene ucciso durante una cena annuale dove Jim riceverà un premio, e uno dei presenti è il principale sospettato.

## Una cefalea hawaiiana
- Titolo originale: The Hawaiian Headche
- Diretto da: William Wiard
- Scritto da: Stephen J. Cannell

### Trama
Jim è ospite ad Hawaii da Rocky per una vacanza, ma non appena arrivato a Honolulu, il suo vecchio comandante dell'esercito lo arruola per un incarico segreto di intelligence, ma quando va storto, un agente viene ucciso e una cassa di denaro rubata e Jim dopo da alcune spie vietnamite con le pistole.

## Nessun affare sporco
- Titolo originale: No Fault Affair
- Diretto da: Corey Allen
- Scritto da: Juanita Bartlett

### Trama
Una donna sfugge al suo sadico magnaccia e si nasconde da Jim, ma i suoi piani per una nuova carriera falliscono e si sente delusa. Inoltre Jim ottiene l'aiuto di Angel per trovarla, il che pone le basi per incastrare il magnaccia.

## Un grosso formaggio
- Titolo originale: The Big Cheese
- Diretto da: Joseph Pevney
- Scritto da: Shel Willens

### Trama
Un noto giornalista telefona a Jim e gli dice di aspettarsi un pacco importante per posta, ma un mafioso vuole il pacco a tutti i costi e manda ogni giorno i suoi uomini a casa di Jim in attesa dell'arrivo della posta. Jim viene informata da un'altra giornalista Sally Packard, che ha una certa conoscenza di quello che succede, che stava lavorando ad una serie di articoli sul boss.

## Sono solo dei bravi ragazzi
- Titolo originale: Just a Couple Guys
- Diretto da: Ivan Dixon
- Scritto da: David Chase

### Trama
Jim viene trasportato in aereo nel New Jersey, ma quando scopre che il caso coinvolge figure della criminalità organizzata, si fa da parte.

## L'ultimo caso per Rockford
- Titolo originale: Deadlock in Parma
- Diretto da: Winnich Kolbe
- Scritto da: Donald L. Gold, Lester Wm. Berke e Rodolfo Borchent

### Trama
Durante una battuta di pesca, Jim viene indotto a votare per procura su una legge che introduce il gioco d'azzardo legalizzato nella città di Parma, ma si scontra con uno sceriffo che lo incita ad allontanarlo dal paese e alcuni criminali su fonti opposti della questione che si appoggiano a lui per votare a modo loro.